# Afrodon
Afrodon es un género extinto de mamífero euterio perteneciente a la familia Adapisoriculidae. Su especie tipo es Afrodon chleuhi, que vivió a finales del Paleoceno en Marruecos. Las otras especies conocidas son Afrodon germanicus del Paleoceno tardío de Alemania y Francia, Afrodon tagourtensis del Eoceno Inferior de Marruecos, Afrodon ivani del Paleoceno Superior de España y Afrodon gheerbranti del Paleoceno Inferior de Bélgica.